# Argyle Provincial Park
Argyle Provincial Park är en park i Kanada.   Den ligger i provinsen Prince Edward Island, i den östra delen av landet, 1 000 km öster om huvudstaden Ottawa.
Terrängen runt Argyle Provincial Park är platt. Havet är nära Argyle Provincial Park åt sydväst. Trakten är glest befolkad. Närmaste större samhälle är Cornwall, 14,2 km nordost om Argyle Provincial Park. 
Omgivningarna runt Argyle Provincial Park är en mosaik av jordbruksmark och naturlig växtlighet.